# South Cadbury
South Cadbury is een civil parish in het bestuurlijke gebied South Somerset, in het Engelse graafschap Somerset. De plaats telt 284 inwoners.

## Geboren
- Herbert John Pitman (Sutton Montis, 1877-1961), zeeman en third officer op het schip Titanic

## Galerij

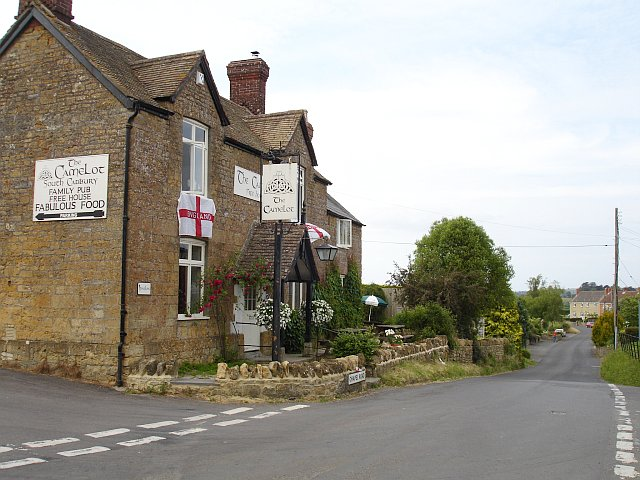
The Camelot
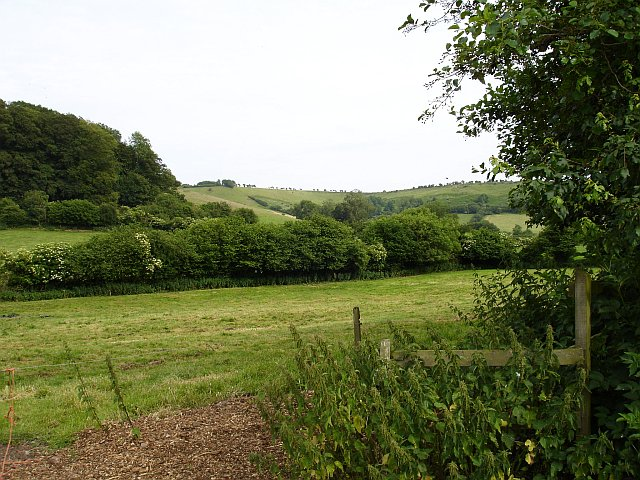
Omgeving van South Cadbury